# (100308) ČAS
(100308) ČAS est un astéroïde de la ceinture principale.

## Description
(100308) ČAS est un astéroïde de la ceinture principale. Il fut découvert le 21 avril 1995 à l'Observatoire d'Ondřejov par Petr Pravec et Lenka Šarounová. Il présente une orbite caractérisée par un demi-grand axe de 2,22 UA, une excentricité de 0,07 et une inclinaison de 6,1° par rapport à l'écliptique.